# Rodokrozit

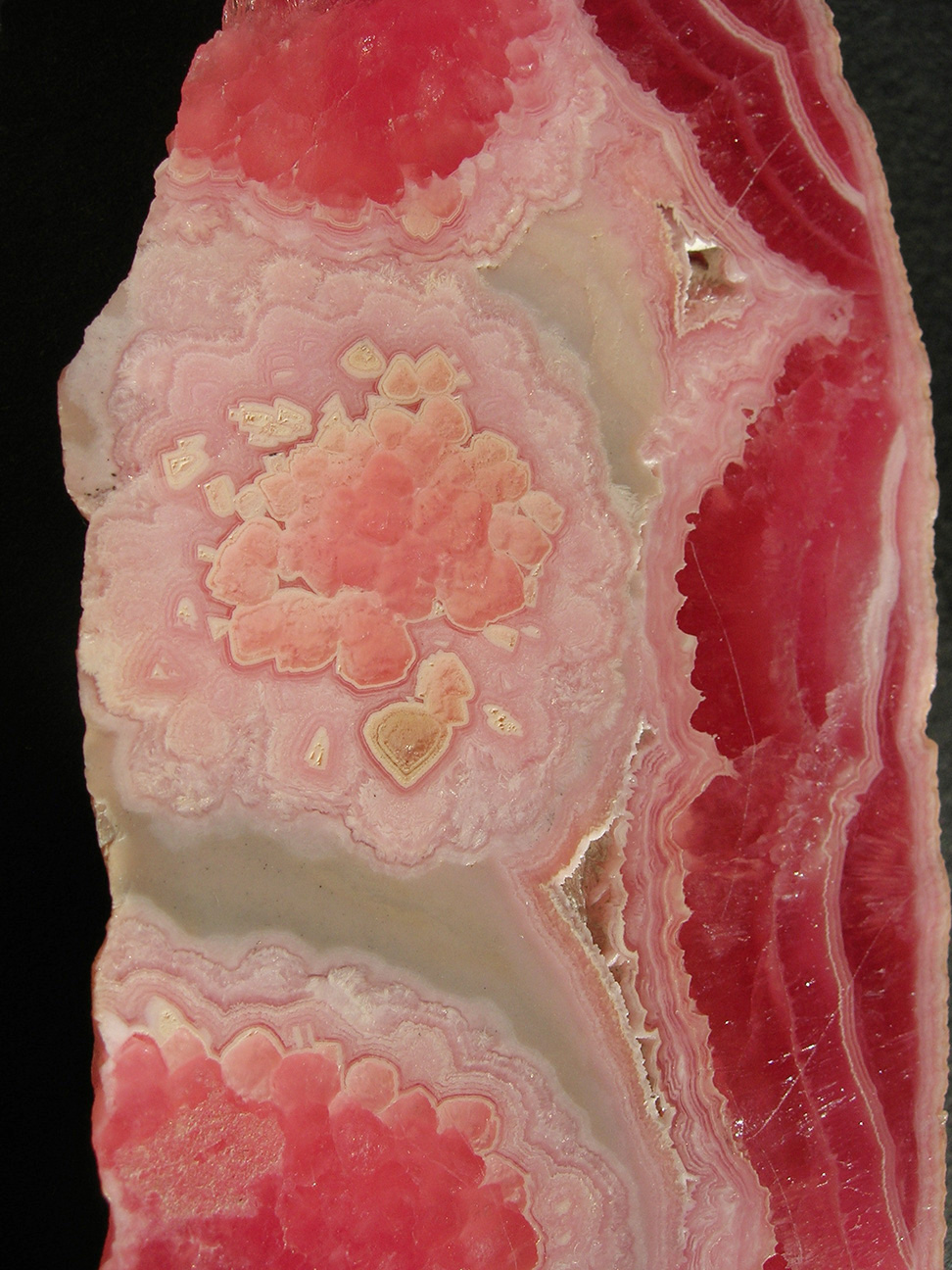
Szalagos rodokrozit

A rodokrozit egy karbonátásvány, a mangán-karbonát trigonális kristályrendszerű ásványa. Romboéderes, szkalenoéderes, prizmás vagy táblás kristályokban található. Kristályának lapjai gyakran görbültek. Gyakori tömeges formában cseppköves, szemcsés, gumós vagy gömbös alakban fordul elő. Elnevezése a görög rodokroosz 'rózsaszínű' szóból származik. Tömegesen mangánércként hasznosítják. Gyakran ékszerkőnek is felhasználják.

## Kémiai összetétele
- Mangán (Mn) = 47,8%
- Szén (C) = 10,4%
- Oxigén (O) = 41,8%

## Keletkezése
Szubvulkáni, hidrotermális folyamatokban keletkezik. Érctelérek jelentős ásványa.
Kísérő ásványok: kvarc, limonit, hematit, kalcit, manganit.
Hasonló ásvány: rodonit.

## Előfordulása
Románia területén Nagyág (Sacarimb) és Kapnikbánya (Cavnic) közelében bányászata folyik, Máramaros, (Maramures), Herzsabánya (Hirja) és Nagybánya (Baia Mare) területén is ismertek előfordulásai. Bosznia-Hercegovina fővárosa szarajevó közelében is megtalálható. Németországban Siegerland , Saxony területén és Freibergben valamint Herfordban.Spanyolországban Huelva közelében. Franciaország területén a Pireneusokban. Olaszországban Piemont, Livornó, közelében az Elba-szigeten és Szardínia-szigetén. Oroszországban az Ural-hegységben. Az Amerikai Egyesült Államokban Colorado és Montana szövetségi államokban. Megtalálható Mexikó, Argentína és a Dél-afrikai Köztársaság területén. Nagyobb előfordulás van Peru Cojotambo tartományában és Japánban Hokiado-szigeten.

### Magyarországi előfordulása
Nagybörzsöny területén a Kuruc-patak völgyében apró kristályokban, az Alamizsna-táróban rózsaszínű szalagos telérkitöltésekben találták. Gyöngyösorosziban rózsaszínű kristályai kvarc társaságában, de romboéderekből álló gömbös, világos málnaszínű halmazokban is megtalálták. Úrkút mangánbányáiban tömeges halmazokban mangánércet alkot. Eplényben az elődleges felsőliász korú mangántelepek lényeges karbonátos ércének fontos ásványa. Eger és Demjén között kiterjedt mangánérc tartalmú rétegek mintegy 20 km hosszban nyomon követhetők, az ércesedésben a fehéres rodokrozit sűrű lencsékben, fészkekben halmozódott fel.

## Ékszeripari felhasználása
A szalagos, cseppkőszerű előfordulásai kedvelt ékszeripari alapanyagok. Felcsiszolva szép rajzolatokat ad. Tömbösödött példányait esztergálva vázák, dísztárgyak készítésére használják. Sötét-rózsaszínű darabjaiból gyöngyöket és gyűrűköveket csiszolnak, könnyen megmunkálható.